# Albin Lagergren
Albin Lagergren (Varberg, 11 de septiembre de 1992) es un jugador de balonmano sueco que juega de lateral derecho en el SC Magdeburg alemán. Es internacional con la selección de balonmano de Suecia.
Su primer gran campeonato con la selección fue el Campeonato Mundial de Balonmano Masculino de 2017.
Con la selección ha ganado la medalla de oro en el Campeonato Europeo de Balonmano Masculino de 2022, y la medalla de plata en el Campeonato Europeo de Balonmano Masculino de 2018 y en el Campeonato Mundial de Balonmano Masculino de 2021.

## Palmarés

### Selección nacional
| Campeonato Mundial | Campeonato Mundial   | Campeonato Mundial | Campeonato Mundial |
| Año                | Lugar                | Medalla            |                    |
| ------------------ | -------------------- | ------------------ | ------------------ |
| 2021               | Egipto               | Medalla de plata   |                    |
| Campeonato Europeo |                      |                    |                    |
| Año                | Lugar                | Medalla            |                    |
| 2018               | Croacia              | Medalla de plata   |                    |
| 2022               | Hungría y Eslovaquia | Medalla de oro     |                    |
| 2024               | Alemania             | Medalla de bronce  |                    |

### Kristianstad
- Liga sueca de balonmano masculino (4): 2015, 2016, 2017, 2018

### Rhein-Neckar Löwen
- Copa de Alemania de balonmano (1): 2023

### SC Magdeburg
- Campeonato Mundial de Clubes (1): 2023
- Liga de Alemania de balonmano (1): 2024
- Copa de Alemania de balonmano (1): 2024

## Clubes
- HK Varberg ( -2011)
- Redbergslids IK (2011-2012)
- HK Varberg (2012-2013)
- IFK Kristianstad (2013-2018)
- SC Magdeburg (2018-2020)
- Rhein-Neckar Löwen (2020-2023)
- SC Magdeburg (2023- )